# Hilde Lucht-Perske
Hilde Lucht-Perske (* 16. Mai 1902 in Elbing, Ostpreußen; † 8. Oktober 1973 in Wiesbaden) war eine deutsche Politikerin (SPD).
Lucht-Perske war Tochter eines Schlossers und studierte Geschichte, Staatswissenschaften und Französische Sprache. 1923 wurde sie Mitglied der SPD. Von 1924 bis 1927 war sie im Vorstand des Verbands sozialistischer Studenten Deutschlands und Österreichs (VSSt). 1932 wurde sie Pressereferentin im Preußischen Staatsministerium. Von 1933 bis 1941 war sie Hausfrau. Da ihr Ehemann Friedrich-Wilhelm Lucht von der Wehrmacht eingezogen wurde, kümmerte sie sich um seine Rechtsanwaltskanzlei.
Nach dem Zweiten Weltkrieg arbeitete Lucht-Perske im Bezirksamt Berlin-Charlottenburg. 1947 rückte sie in die Berliner Stadtverordnetenversammlung nach, da Siegfried Nestriepke als Berliner Stadtrat gewählt wurde. Auch bei der Wahl zum Abgeordnetenhaus 1950 wurde sie wiedergewählt. Aber 1955 konnte sie nur als Nachrückerin für Heinrich Kühn (1894–1981), der als Bezirksstadtrat gewählt wurde, in das Parlament einziehen.
Lucht-Perske war Mitglied der Freiwilligen Selbstkontrolle der Filmwirtschaft (FSK), bei der Berlinale 1951 war sie in der Jury.